# 24h Le Mans 1983

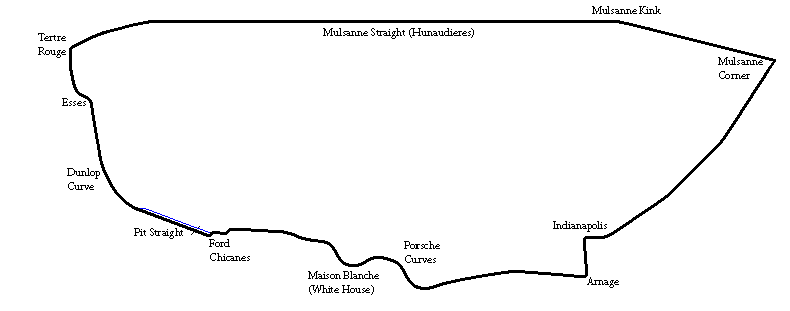
Tor Circuit de la Sarthe

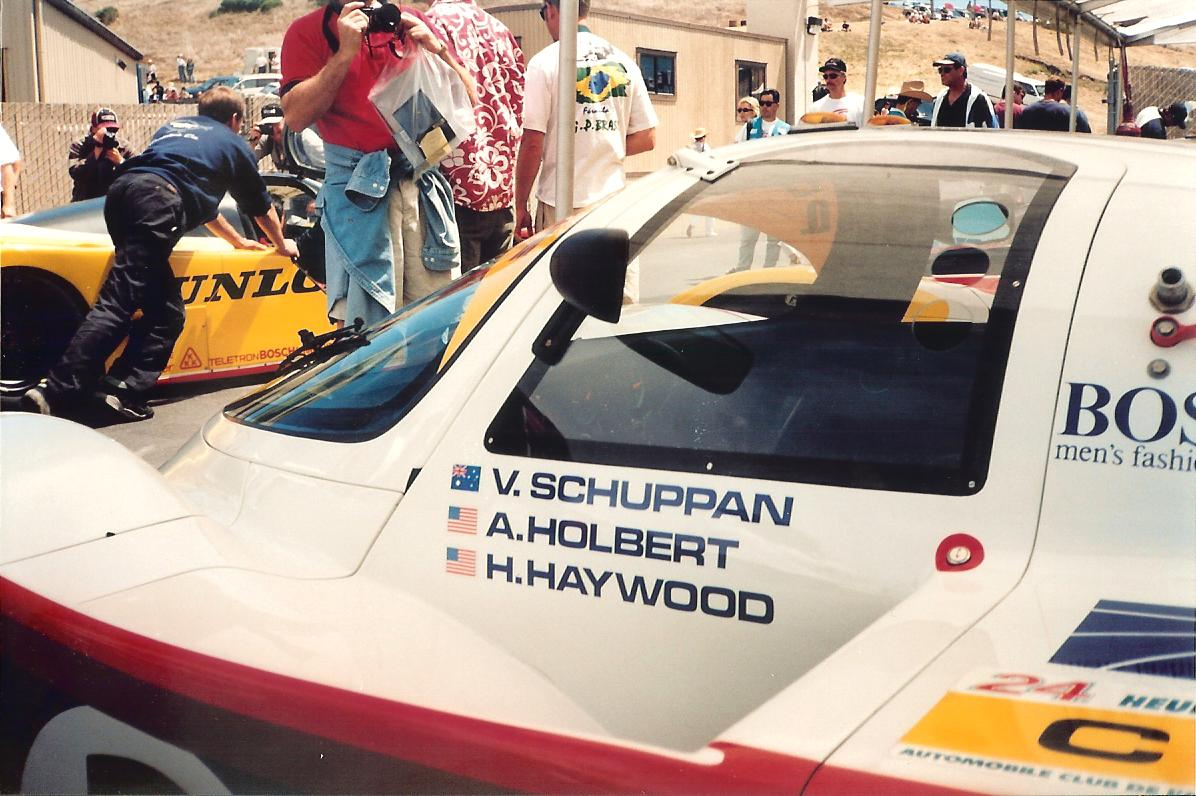
Porsche 956 nr 3 - zwycięzca wyścigu

24h Le Mans 1983 – 24–godzinny wyścig rozegrany na torze Circuit de la Sarthe w dniach 18–19 czerwca 1983 roku.

## Wyniki
Źródło: experiencelemans.com
| Poz.  | Klasa | Nr | Zespół                                                | Kierowcy                                                  | Nadwozie                             | Opony | Okr. |
| Poz.  | Klasa | Nr | Zespół                                                | Kierowcy                                                  | Silnik                               | Opony | Okr. |
| ----- | ----- | -- | ----------------------------------------------------- | --------------------------------------------------------- | ------------------------------------ | ----- | ---- |
| 1     | C     | 3  | Rothmans Porsche                                      | Vern Schuppan Hurley Haywood Al Holbert                   | Porsche 956                          | D     | 370  |
| 1     | C     | 3  | Rothmans Porsche                                      | Vern Schuppan Hurley Haywood Al Holbert                   | Porsche Type-935 2.6L Turbo Flat-6   | D     | 370  |
| 2     | C     | 1  | Rothmans Porsche                                      | Jacky Ickx Derek Bell                                     | Porsche 956                          | D     | 370  |
| 2     | C     | 1  | Rothmans Porsche                                      | Jacky Ickx Derek Bell                                     | Porsche Type-935 2.6L Turbo Flat-6   | D     | 370  |
| 3     | C     | 21 | Porsche Kremer Racing                                 | Mario Andretti Michael Andretti Philippe Alliot           | Porsche 956                          | G     | 364  |
| 3     | C     | 21 | Porsche Kremer Racing                                 | Mario Andretti Michael Andretti Philippe Alliot           | Porsche Type-935 2.6L Turbo Flat-6   | G     | 364  |
| 4     | C     | 12 | Sorga S.A. / Joest Racing                             | Volkert Merl Clemens Schickentanz Mauricio de Narváez     | Porsche 956                          | D     | 361  |
| 4     | C     | 12 | Sorga S.A. / Joest Racing                             | Volkert Merl Clemens Schickentanz Mauricio de Narváez     | Porsche Type-935 2.6L Turbo Flat-6   | D     | 361  |
| 5     | C     | 16 | John Fitzpatrick Racing                               | John Fitzpatrick Guy Edwards Rupert Keegan                | Porsche 956                          | G     | 358  |
| 5     | C     | 16 | John Fitzpatrick Racing                               | John Fitzpatrick Guy Edwards Rupert Keegan                | Porsche Type-935 2.6L Turbo Flat-6   | G     | 358  |
| 6     | C     | 8  | Sorga S.A. / Joest Racing                             | Klaus Ludwig Stefan Johansson Bob Wollek                  | Porsche 956                          | D     | 354  |
| 6     | C     | 8  | Sorga S.A. / Joest Racing                             | Klaus Ludwig Stefan Johansson Bob Wollek                  | Porsche Type-935 2.6L Turbo Flat-6   | D     | 354  |
| 7     | C     | 18 | Obermaier Racing                                      | Axel Plankenhorn Desiré Wilson Jürgen Lässig              | Porsche 956                          | D     | 347  |
| 7     | C     | 18 | Obermaier Racing                                      | Axel Plankenhorn Desiré Wilson Jürgen Lässig              | Porsche Type-935 2.6L Turbo Flat-6   | D     | 347  |
| 8     | C     | 14 | Canon Racing GTi Engineering                          | Jonathan Palmer Jan Lammers Richard Lloyd                 | Porsche 956                          | ?     | 339  |
| 8     | C     | 14 | Canon Racing GTi Engineering                          | Jonathan Palmer Jan Lammers Richard Lloyd                 | Porsche Type-935 2.6L Turbo Flat-6   | ?     | 339  |
| 9     | C     | 46 | Sauber Team Switzerland                               | Diego Montoya Tony Garcia Albert Naon                     | Sauber C7                            | D     | 338  |
| 9     | C     | 46 | Sauber Team Switzerland                               | Diego Montoya Tony Garcia Albert Naon                     | BMW M88 3.5L I6                      | D     | 338  |
| 10    | C     | 47 | Preston Henn T-Bird Swap Shop John Fitzpatrick Racing | Preston Henn Jean-Louis Schlesser Claude Ballot-Léna      | Porsche 956                          | G     | 327  |
| 10    | C     | 47 | Preston Henn T-Bird Swap Shop John Fitzpatrick Racing | Preston Henn Jean-Louis Schlesser Claude Ballot-Léna      | Porsche Type-935 2.6L Turbo Flat-6   | G     | 327  |
| 11    | B     | 93 | Charles Ivey Racing                                   | John Cooper Paul Smith David Ovey                         | Porsche 930                          | ?     | 303  |
| 11    | B     | 93 | Charles Ivey Racing                                   | John Cooper Paul Smith David Ovey                         | Porsche 3.3L Turbo Flat-6            | ?     | 303  |
| 12    | C Jr  | 60 | Mazdaspeed Co. Ltd.                                   | Takashi Yorino Yōjirō Terada Yoshimi Katayama             | Mazda 717C                           | D     | 302  |
| 12    | C Jr  | 60 | Mazdaspeed Co. Ltd.                                   | Takashi Yorino Yōjirō Terada Yoshimi Katayama             | Mazda 13B 1.3L 2-Rotor               | D     | 302  |
| 13    | B     | 92 | Georg Memminger                                       | Georg Memminger Heinz Kuhn-Weiss Fritz Müller             | Porsche 930                          | D     | 299  |
| 13    | B     | 92 | Georg Memminger                                       | Georg Memminger Heinz Kuhn-Weiss Fritz Müller             | Porsche 3.3L Turbo Flat-6            | D     | 299  |
| 14    | C     | 54 | Valentin Bertapelle                                   | Bruno Sotty Gérard Cuynet                                 | URD C81                              | D     | 292  |
| 14    | C     | 54 | Valentin Bertapelle                                   | Bruno Sotty Gérard Cuynet                                 | BMW M88 3.5L I6                      | D     | 292  |
| 15    | B     | 95 | Equipe Alméras Fréres                                 | Jacques Alméras Jean-Marie Alméras Jacques Guillot        | Porsche 930                          | M     | 279  |
| 15    | B     | 95 | Equipe Alméras Fréres                                 | Jacques Alméras Jean-Marie Alméras Jacques Guillot        | Porsche 3.3L Turbo Flat-6            | M     | 279  |
| 16    | C     | 10 | WM Secateva                                           | Roger Dorchy Alain Couderc Pascal Fabre                   | WM P83                               | M     | 278  |
| 16    | C     | 10 | WM Secateva                                           | Roger Dorchy Alain Couderc Pascal Fabre                   | Peugeot PRV 2.8L Turbo V6            | M     | 278  |
| 17    | C     | 41 | EMKA Productions Ltd.                                 | Tiff Needell Steve O’Rourke Nick Faure                    | EMKA C83/1                           | ?     | 275  |
| 17    | C     | 41 | EMKA Productions Ltd.                                 | Tiff Needell Steve O’Rourke Nick Faure                    | Aston Martin-Tickford 5.3L V8        | ?     | 275  |
| 18    | C Jr  | 61 | Mazdaspeed Co. Ltd.                                   | Steve Soper Jeff Allam James Weaver                       | Mazda 717C                           | D     | 267  |
| 18    | C Jr  | 61 | Mazdaspeed Co. Ltd.                                   | Steve Soper Jeff Allam James Weaver                       | Mazda 13B 1.3L 2-Rotor               | D     | 267  |
| 19    | C     | 29 | Christian Bussi                                       | Daniel Herregods Jean-Paul Libert Pascal Witmeur          | Rondeau M382                         | D     | 265  |
| 19    | C     | 29 | Christian Bussi                                       | Daniel Herregods Jean-Paul Libert Pascal Witmeur          | Ford Cosworth DFL 3.3L V8            | D     | 265  |
| 20    | B     | 96 | Michel Lateste                                        | Raymond Touroul Michel Lateste Michel Bienvault           | Porsche 930                          | M     | 264  |
| 20    | B     | 96 | Michel Lateste                                        | Raymond Touroul Michel Lateste Michel Bienvault           | Porsche 3.3L Turbo Flat-6            | M     | 264  |
| 21 NS | B     | 97 | Raymond Boutinaud                                     | Raymond Boutinaud Patrick Gonin Alain le Page             | Porsche 928S                         | D     | 234  |
| 21 NS | B     | 97 | Raymond Boutinaud                                     | Raymond Boutinaud Patrick Gonin Alain le Page             | Porsche 4.7L V8                      | D     | 234  |
| 22 NS | C     | 53 | A.S. École Supérieure de Tourisme                     | François Hesnault Thierry Perrier Bernard Salam           | Lancia LC1                           | D     | 232  |
| 22 NS | C     | 53 | A.S. École Supérieure de Tourisme                     | François Hesnault Thierry Perrier Bernard Salam           | Lancia 1.4L Turbo I4                 | D     | 232  |
| 23 NS | C     | 51 | Scuderia Sivama Motor                                 | Oscar Larrauri Massimo Sigala Max Cohen-Olivar            | Lancia LC1                           | D     | 217  |
| 23 NS | C     | 51 | Scuderia Sivama Motor                                 | Oscar Larrauri Massimo Sigala Max Cohen-Olivar            | Lancia 1.4L Turbo I4                 | D     | 217  |
| 24 NS | C Jr  | 65 | François Duret                                        | John Sheldon François Duret Ian Harrower                  | De Cadenet-Lola LM                   | ?     | 214  |
| 24 NS | C Jr  | 65 | François Duret                                        | John Sheldon François Duret Ian Harrower                  | Ford Cosworth DFV 3.0L V8            | ?     | 214  |
| 25 DK | C     | 30 | Primagaz                                              | Lucien Guitteny Pierre Yver Bernard de Dryver             | Rondeau M382                         | D     | 266  |
| 25 DK | C     | 30 | Primagaz                                              | Lucien Guitteny Pierre Yver Bernard de Dryver             | Ford Cosworth DFL 3.3L V8            | D     | 266  |
| 26 NU | B     | 94 | Claude Haldi                                          | Claude Haldi Günther Steckkönig Bernd Schiller            | Porsche 930                          | M     | 217  |
| 26 NU | B     | 94 | Claude Haldi                                          | Claude Haldi Günther Steckkönig Bernd Schiller            | Porsche 3.3L Turbo Flat-6            | M     | 217  |
| 27 NU | C     | 2  | Rothmans Porsche                                      | Jochen Mass Stefan Bellof                                 | Porsche 956                          | D     | 281  |
| 27 NU | C     | 2  | Rothmans Porsche                                      | Jochen Mass Stefan Bellof                                 | Porsche Type-935 2.6L Turbo Flat-6   | D     | 281  |
| 28 NU | C     | 39 | Viscount Downe – Pace Petroleum                       | Ray Mallock Mike Salmon Steve Earle                       | Nimrod NRA/C2B                       | A     | 218  |
| 28 NU | C     | 39 | Viscount Downe – Pace Petroleum                       | Ray Mallock Mike Salmon Steve Earle                       | Aston Martin-Tickford DP1229 5.3L V8 | A     | 218  |
| 29 NU | C     | 24 | Ford France                                           | Thierry Boutsen Henri Pescarolo                           | Rondeau M482                         | M     | 174  |
| 29 NU | C     | 24 | Ford France                                           | Thierry Boutsen Henri Pescarolo                           | Ford Cosworth DFL 4.0L V8            | M     | 174  |
| 30 NU | C     | 20 | Cooke Racing                                          | Ralph Kent-Cooke Jim Adams François Sérvanin              | Lola T610                            | G     | 165  |
| 30 NU | C     | 20 | Cooke Racing                                          | Ralph Kent-Cooke Jim Adams François Sérvanin              | Ford Cosworth DFL 4.0L V8            | G     | 165  |
| 31 NU | B     | 90 | Angelo Pallavicini Brun Motorsport                    | Prince Leopold von Bayern Angelo Pallavicini Jens Winther | BMW M1                               | D     | 160  |
| 31 NU | B     | 90 | Angelo Pallavicini Brun Motorsport                    | Prince Leopold von Bayern Angelo Pallavicini Jens Winther | BMW M88 3.5L I6                      | D     | 160  |
| 32 NU | C Jr  | 63 | Scuderia Jolly Club                                   | Carlo Facetti Martino Finotto Marco Vanoli                | Alba AR2                             | P     | 158  |
| 32 NU | C Jr  | 63 | Scuderia Jolly Club                                   | Carlo Facetti Martino Finotto Marco Vanoli                | Giannini Carma FF 1.9L Turbo I4      | P     | 158  |
| 33 NU | C     | 28 | Jean Rondeau Ford France                              | Vic Elford Joël Gouhier Anne-Charlotte Verney             | Rondeau M379                         | ?     | 136  |
| 33 NU | C     | 28 | Jean Rondeau Ford France                              | Vic Elford Joël Gouhier Anne-Charlotte Verney             | Ford Cosworth DFV 3.0L V8            | ?     | 136  |
| 34 NU | C     | 6  | Martini Lancia                                        | Paolo Barilla Alessandro Nannini Jean-Claude Andruet      | Lancia LC2                           | D     | 135  |
| 34 NU | C     | 6  | Martini Lancia                                        | Paolo Barilla Alessandro Nannini Jean-Claude Andruet      | Ferrari 268C 2.6L Turbo V8           | D     | 135  |
| 35 NU | C     | 5  | Martini Lancia                                        | Piercarlo Ghinzani Hans Heyer Michele Alboreto            | Lancia LC2                           | D     | 121  |
| 35 NU | C     | 5  | Martini Lancia                                        | Piercarlo Ghinzani Hans Heyer Michele Alboreto            | Ferrari 268C 2.6L Turbo V8           | D     | 121  |
| 36 NU | C     | 9  | WM Secateva                                           | Jean-Daniel Raulet Michel Pignard Didier Theys            | WM P83                               | M     | 102  |
| 36 NU | C     | 9  | WM Secateva                                           | Jean-Daniel Raulet Michel Pignard Didier Theys            | Peugeot PRV 2.8L Turbo V6            | M     | 102  |
| 37 NU | C     | 26 | Ford France                                           | Alain Ferté Jean Rondeau Michel Ferté                     | Rondeau M482                         | M     | 90   |
| 37 NU | C     | 26 | Ford France                                           | Alain Ferté Jean Rondeau Michel Ferté                     | Ford Cosworth DFL 4.0L V8            | M     | 90   |
| 38 NU | C     | 11 | John Fitzpatrick Racing                               | John Fitzpatrick David Hobbs Dieter Quester               | Porsche 956                          | G     | 135  |
| 38 NU | C     | 11 | John Fitzpatrick Racing                               | John Fitzpatrick David Hobbs Dieter Quester               | Porsche Type-935 2.6L Turbo Flat-6   | G     | 135  |
| 39 NU | C     | 13 | Primagaz                                              | Alain de Cadenet Yves Courage Michel Dubois               | Cougar C01B                          | M     | 86   |
| 39 NU | C     | 13 | Primagaz                                              | Alain de Cadenet Yves Courage Michel Dubois               | Ford Cosworth DFL 3.3L V8            | M     | 86   |
| 40 NU | C     | 22 | Porsche Kremer Racing                                 | Derek Warwick Patrick Gaillard Frank Jelinski             | Porsche-Kremer CK5                   | G     | 76   |
| 40 NU | C     | 22 | Porsche Kremer Racing                                 | Derek Warwick Patrick Gaillard Frank Jelinski             | Porsche Type-935 3.0L Turbo Flat-6   | G     | 76   |
| 41 NU | C     | 38 | Dome Racing Colin Bennett                             | Eliseo Salazar Chris Craft Nick Mason                     | Dome RC82                            | ?     | 75   |
| 41 NU | C     | 38 | Dome Racing Colin Bennett                             | Eliseo Salazar Chris Craft Nick Mason                     | Ford Cosworth DFL 3.3L V8            | ?     | 75   |
| 42 NU | C Jr  | 64 | Hubert Striebig                                       | Hubert Striebig Noël del Bello Jacques Heuclin            | Sthemo SM01                          | ?     | 71   |
| 42 NU | C Jr  | 64 | Hubert Striebig                                       | Hubert Striebig Noël del Bello Jacques Heuclin            | BMW 2.2L I4                          | ?     | 71   |
| 43 NU | C     | 49 | Grid Motor Racing Ltd.                                | Fred Stiff Dudley Wood Ray Ratcliff                       | Grid Plaza S1                        | F     | 69   |
| 43 NU | C     | 49 | Grid Motor Racing Ltd.                                | Fred Stiff Dudley Wood Ray Ratcliff                       | Ford Cosworth DFL 4.0L V8            | F     | 69   |
| 44 NU | C     | 36 | Brun Motorsport                                       | Jacques Villeneuve Ludwig Heimrath David Deacon           | Sehcar C6                            | D     | 68   |
| 44 NU | C     | 36 | Brun Motorsport                                       | Jacques Villeneuve Ludwig Heimrath David Deacon           | Ford Cosworth DFL 4.0L V8            | D     | 68   |
| 45 NU | C     | 72 | Jean Rondeau                                          | Dany Snobeck Xavier Lapeyre Alain Cudini                  | Rondeau M382                         | M     | 31   |
| 45 NU | C     | 72 | Jean Rondeau                                          | Dany Snobeck Xavier Lapeyre Alain Cudini                  | Ford Cosworth DFL 3.3L V8            | M     | 31   |
| 46 NU | C     | 4  | Martini Lancia                                        | Michele Alboreto Teo Fabi Alessandro Nannini              | Lancia LC2                           | D     | 27   |
| 46 NU | C     | 4  | Martini Lancia                                        | Michele Alboreto Teo Fabi Alessandro Nannini              | Ferrari 268C 2.6L Turbo V8           | D     | 27   |
| 47 NU | C     | 43 | Peer Racing                                           | François Migault Dave Kennedy Martin Birrane              | Ford C100                            | G     | 16   |
| 47 NU | C     | 43 | Peer Racing                                           | François Migault Dave Kennedy Martin Birrane              | Ford Cosworth DFL 3.3L V8            | G     | 16   |
| 48 NU | C     | 25 | Ford France                                           | Jean-Pierre Jaussaud Philippe Streiff                     | Rondeau M482                         | M     | 12   |
| 48 NU | C     | 25 | Ford France                                           | Jean-Pierre Jaussaud Philippe Streiff                     | Ford Cosworth DFL 3.3L V8            | M     | 12   |
| 49 NU | C     | 15 | Belga Team Joest Racing                               | Jean-Michel Martin Marc Duez Philippe Martin              | Porsche 936C                         | D     | 9    |
| 49 NU | C     | 15 | Belga Team Joest Racing                               | Jean-Michel Martin Marc Duez Philippe Martin              | Porsche Type-935 2.7L Turbo Flat-6   | D     | 9    |
| 50 NU | C     | 42 | Richard Cleare Racing                                 | Tony Dron Richard Cleare Richard Jones                    | Porsche-Kremer CK5                   | ?     | 8    |
| 50 NU | C     | 42 | Richard Cleare Racing                                 | Tony Dron Richard Cleare Richard Jones                    | Porsche Type-935 3.0L Turbo Flat-6   | ?     | 8    |
| 51 NU | B     | 91 | Edgar Dören                                           | Alain Yvon Jean-Marie Lemerle Michael Krankenberg         | Porsche 930                          | ?     | 7    |
| 51 NU | B     | 91 | Edgar Dören                                           | Alain Yvon Jean-Marie Lemerle Michael Krankenberg         | Porsche 3.0L Turbo Flat-6            | ?     | 7    |